# Кулик Федір Володимирович
Федір Володимирович Кулик (1927, село Адамівка, тепер Віньковецького району Хмельницької області — 12 серпня 2011, село Зіньків Хмельницький район Хмельницька область) — український радянський діяч, комбайнер колгоспу імені Горького Віньковецького району Хмельницької області. Герой Соціалістичної Праці (1966). Депутат Верховної Ради УРСР 6-8-го скликань.

## Біографія
Народився у родині селянина-бідняка. До 1946 року служив у Червоній армії.
Трудову діяльність розпочав після демобілізації у 1946 році рядовим колгоспником. Потім працював столярем Зіньківської машинно-тракторної станції (МТС) Віньковецького району Кам'янець-Подільської області.
У 1950—1958 — комбайнер Зіньківської машинно-тракторної станції (МТС) Віньковецького району Хмельницької області.
Член КПРС з 1952 року.
З 1958 року — комбайнер колгоспу імені Горького села Зіньків Віньковецького району Хмельницької області. Очолював партійну групу тракторної бригади колгоспу. Один із кращих комбайнерів Хмельницької області.
У 1968—1973 — заочно навчався у Новоушицькому технікумі механізації сільського господарства Хмельницької області.
Потім[коли?] — на пенсії у селі Зіньків.
Помер 12 серпня 2011 року в селі Зіньків.

## Нагороди
- Герой Соціалістичної Праці (23.06.1966);
- орден Леніна (23.06.1966);
- орден Знак Пошани (1958);
- медалі.